# Martin Pedersen (fodboldspiller, født 1983)
 Der er flere personer med dette navn, se Martin Pedersen.
Martin Meldgaard Pedersen (født 9. oktober 1983) er en dansk tidligere fodboldspiller og -træner. Han har tidligere optrådt for FC Fredericia, AaB, Vejle BK, FC Hjørring, Valur, SønderjyskE, B36 Tórshavn og Vejgaard Boldspilklub.

## Karriere
Martin Pedersen er opvokset i Aalborg og spillede i AaB fra han var fem år til 25 år. Hans position på banen er forsvarsspiller.
Han har et hidsigt temperament, som tidligere i karrieren har kostet ham adskillige advarsler og udvisninger, hvilket har givet anledning til kaldenavnet "røde" (hvilket i en periode blev udbygget med hans hårfarve), men som han med alderen er blevet bedre til at beherske.[kilde mangler]
I januar 2009 skiftede Martin Pedersen til Vejle Boldklub, men som følge af skader kom han aldrig til at markere sig på klubbens bedste mandskab. Da klubben rykkede ned i sommeren 2009 proklamerede Martin Pedersen, at han ikke længere ønskede at spille for klubben. Vejle Boldklub gav ham efterfølgende fri mulighed til at finde en ny klub. Det blev islandske Valur, som hentede ham på en lejekontrakt.
Efter hans ophold i Valur fik Martin Pedersen ophævet sin kontrakt med Vejle Boldklub, hvorefter han skiftede til FC Hjørring. I sommeren 2011 lavede han en aftale med FC Fredericia. I 2013 skiftede han til den Færøske klub, B36 Tórshavn.

### Jammerbugt FC
I juli 2013 indgik Pedersen en etårig aftale med 2. divisionsklubben Jammerbugt FC. Den 1. februar 2016 blev det offentliggjort, at Martin Pedersen stoppede sin aktive karriere og tiltrådte i stedet som assisterende træner for Jammerbugt FC. Da Frode Langagergaard i løbet af foråret 2016 blev fyret på grund af dårlige resultater, blev Pedersen cheftræner. Den 9. juni samme år blev det offentliggjort, at han fik en permanent kontrakt gældende frem til slutningen af 2017.
I midten af november 2016 blev han fyret fra sin cheftrænerstilling.

### Vejgaard Boldspilklub
Efter at være blevet fyret som træner, vendte han tilbage som fodboldspiller, da han skiftede til Vejgaard Boldspilklub i 2. division fra foråret 2017.
Efter foråret 2017 forlod han Vejgaard Boldspilklub.

## Landsholdskarriere
Martin Pedersen har tidligere spillet på det danske U-21 landshold, hvor han bl.a. opnåede en kamp under EM i 2006, og en kamp som anfører den 22. januar 2006 mod Chile. Han spillede 26 kampe for danske U-21 landshold, hvor han blandet andet deltog ved U/21 Europamesterskabet i fodbold 2006.

## Titler

### Klub
AaB
- Superligaen (1): 2007-08